# فراشات الحشائش اللبنية
فراشات الحشائش اللبنية أو أبو دقيق الحشائش اللبنية أو دانايدي (الاسم العلمي:  Danainae)، فُصيلة حشرات فراشية من حرشفيات الأجنحة.
وهي تضع بيوضها على الصقلاب (حشائش الحليب) المختلفة التي تتغذى عليها يرقاتها (اليسروع)، وكذلك تفعل الفراشات الأجنحة الصافية (Ithomiidae)، واليروفيني
. أنواعه نحو 300 منتشرة في جميع أنحاء العالم.